# Guerra Nòrdica dels Set Anys
La Guerra Nòrdica dels Set Anys (també coneguda com a Primera Guerra del Nord o Guerra dels Set Anys a Escandinàvia) fou una guerra entre el Regne de Suècia i una coalició de Dinamarca-Noruega, la ciutat hanseàtica de Lübeck i la Confederació de Polònia i Lituània, lliurada entre 1563 i 1570. La guerra va ser motivada pel descontentament del rei Frederic II de Dinamarca amb la dissolució de la Unió de Kalmar, i la voluntat del rei Eric XIV de Suècia de trencar la posició dominant de Dinamarca. La lluita va continuar fins que ambdós exèrcits es van haver esgotat, i molts homes van morir. El Tractat de Stettin resultà ser un punt mort, i cap de les parts no va obtenir cap nou territori.

## Context
La nòrdica i governada pels danesos Unió de Kalmar es va perllongar, dins i fora, des de 1397 fins al 1523, fins que finalment es va ensorrar després del continu ressentiment suec per la dominació danesa.
Una reeixida rebel·lió el 1471 va portar a la victòria sueca a la batalla de Brunkeberg, la qual va establir un poderós moviment contra la Unió sota el lideratge dels nobles Bonde - Sture. El 1520, Cristià II de Dinamarca reconquerí Suècia i va prendre una venjança sagnant sobre la facció anti-Unió al Bany de sang d'Estocolm. Més de 80 homes i dames nobles, entre ells els principals ciutadans d'Estocolm, van ser executats, però el resultat fou greument contraproduent sobre Cristià II. La violència va suscitar fortes reaccions a Suècia durant els següents anys, i la Unió es trencà per l'èxit de la Guerra Sueca d'Alliberament des de 1521 fins al 1523. Cristià II va ser condemnat pel Papa, i va abdicar el 1523. Els reis danesos posteriors, Federic I i Cristià III, van centrar la seva atenció principalment en la Reforma a Dinamarca-Noruega i Holstein i la guerra civil de la Guerra del Comte, i les relacions amb Suècia va ser en general pacífiques.
A Suècia, el buit de poder intern, combinat amb l'abdicació de Cristià II, va donar l'oportunitat a Gustau I de Suècia (Gustav Vasa) de consolidar el control de Suècia i reclamar el tron al juny de 1523, amb el suport dels camperols i les ciutats de la Lliga Hanseàtica de Lübeck i Danzig. Sota Vasa, la Unió de Kalmar va ser finalment dissolta, i Suècia va començar a establir-se com una potència rival de Dinamarca-Noruega. La Suècia de Gustav Vasa estava en una posició feble en 1523, perquè l'accés a la mar del Nord, estava dominat per l'impost de l'Øresund danès i limitat a un tram de 20 quilòmetres al Kattegat a la rodalia de la Fortalesa d'Älvsborg, on la moderna Göteborg va ser fundada després. A més, Dinamarca controlava la regió bàltica, el que limitava el moviment suec allà.
Gustav Vasa va prendre una decisió que no donà fruit immediat en la Guerra Nòrdica dels Set Anys, però tindria un impacte durador en la fortuna de Suècia; canviar l'estructura militar a Suècia. El 1544 va utilitzar el vell concepte escandinau d'Uppbåd (gravamen o prerrogativa per accedir a alguna fracció dels homes de cada districte en cas d'emergència) per establir el primer exèrcit permanent natiu a Europa. Els homes servien en espera, i es quedaven a casa en temps de pau, tenien el dret de cobrar certs impostos, però estaven obligats a fer instrucció. Aquest sistema es va ampliar posteriorment com a sistema d'assignació (en suec Indelningsverket). El 1560 quan Gustav Vasa va morir, es requeria que un de cada deu camperols proporcionés un soldat que havia de servir en qualsevol indret nacional o estranger, quan li fos requerit pel rei.

## Casus belli

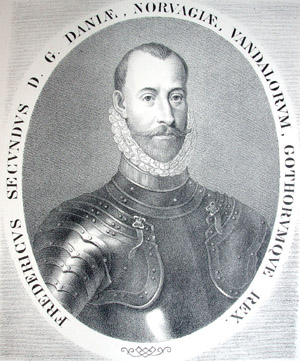
Frederic II (1534-1588), rei de Dinamarca i Noruega 1559-1588

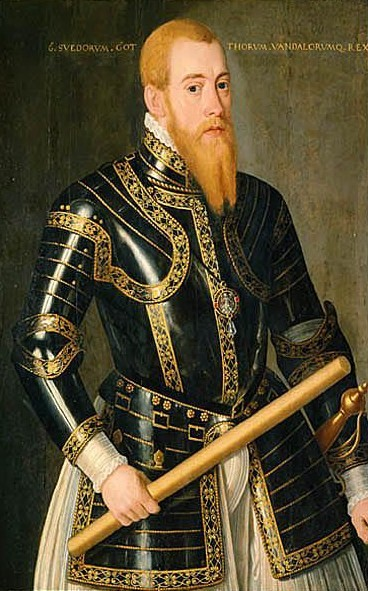
Eric XIV (1533-1577), rei de Suècia 1560-1568

Després de la mort de Cristià III i Gustau Vasa - en 1559 i 1560, respectivament - els dos països tenien ara monarques joves i de línia dura, Eric XIV de Suècia i Frederic II de Dinamarca. Frederic II albirava la resurrecció de la Unió de Kalmar, sota el lideratge de Dinamarca, mentre que Eric volia trencar finalment la posició dominant de Dinamarca
Poc després de la seva coronació en 1559, el rei Frederic II de Dinamarca va ordenar al seu vell comandant de camp, Johan Rantzau, que vengés la humiliant derrota danesa contra la petita república camperola de Dithmarschen del 1500, que va ser derrotada en qüestió d'unes poques setmanes i portada sota la corona de Dinamarca-Noruega. Durant el següent any, l'expansió danesa prosseguí i es possessionà de l'illa bàltica d'Ösel.
En 1561, l'Orde de Livònia, un romanent important de l'Orde Teutònic al Bàltic nord fou secularitzat pel seu gran mestre Gotthard Kettleri posava la confederació de Livònia sota la protecció de la Unió de Polònia-Lituània. Dinamarca i Suècia van ser atretes a intervenir en la Guerra de Livònia. Durant aquest conflicte, el rei Eric de Suècia obstruí amb èxit els plans danesos per conquerir Estònia. El bisbe Johann von Münchhausen va vendre el bisbat d'Ösel-Wiek en 1559 Frederic II de Dinamarca, i aquest va intentar mediar una pau a la regió, nomenant com a bisbe al seu germà Magnus de Holstein, qui va seguir immediatament els seus propis interessos, comprant el bisbat de Curlàndia sense el consentiment de Frederic i intentant expandir-se a Harju i Virumaa, però Eric XIV les va incorporar a Suècia formant el ducat d'Estònia, com també ho feu Reval, precipitant la Guerra Nòrdica dels Set Anys. Eric tractava de dominar el Mar Bàltic, mentre que, sense èxit, pressionava Frederic perquè eliminés la insígnia tradicional sueca de les Tres Corones de l'Escut de Dinamarca la poma de la discòrdia de Cristià III i Gustau Vasa. Al febrer de 1563, es van enviar missatgers suecs al Landgraviat de Hessen per negociar el matrimoni d'Eric amb Cristina de Hessen, però van ser retinguts a Copenhaguen. En represàlia, Eric va afegir l'escut de Noruega i l'escut de Dinamarca al seu propi escut d'armes, i va refusar les sol·licituds daneses d'eliminar aquests símbols.
La ciutat lliure de Lübeck, molesta pels obstacles del comerç que Eric havia introduït per obstaculitzar el comerç amb Rússia i els privilegis comercials retirats, es va unir a Dinamarca en una aliança de guerra. La Confederació de Polònia i Lituània també s'hi va unir, amb el desig de controlar el comerç del Bàltic. Les escaramusses van esclatar al maig de 1563, abans que la guerra fos declarada oficialment a l'agost d'aquell any.

## Guerra

### Fase inicial
Al maig van començar els primers moviments de la guerra. Una flota danesa sota les ordres de Jakob Brockenhuus va navegar cap al Bàlti. A Bornholm, el 30 de maig de 1563, la flota danesa va disparar a la marina sueca sota comandament de Jakob Bagge tot i que oficialment la guerra no havia estat declarada. Es va produir una batalla que va acabar amb la derrota de Dinamarca.
Alguns prínceps alemanys van tractar d'intervenir encara, però en una reunió convocada a Rostock no es van presentar cap representant suec. El 13 d'agost, a Estocolm, emissaris de Dinamarca i Lübeck van declarar la guerra. El mateix mes, el rei danès Frederic II va atacar la Fortalesa d'Älvsborg, i aquesta va caure a les seves mans el 4 de setembre, després de només tres dies de bombardeig i un assalt de sis hores. Per tant, Suècia veia tallat el seu accés al Mar del Nord. Eric va atacar, d'altra banda, Halmstad, sense resultat; el contraatac suec va ser rebutjat per l'exèrcit professional danès. Després que el rei suec deixés el seu exèrcit, Charley de Mornays va intervenir com a oficial al comandament i fou batut pels danesos a Mared).
Els danesos havien, doncs, aconseguit el seu objectiu d'impedir l'accés de Suècia al Mar del Nord i, per tant, bloquejar les seves importantíssimes importacions de sal.
Al mar va esclatar una batalla prop d'Öland l'11 de setembre. Després d'això la guerra es va prendre una pausa.

### Campanyes

#### Sud

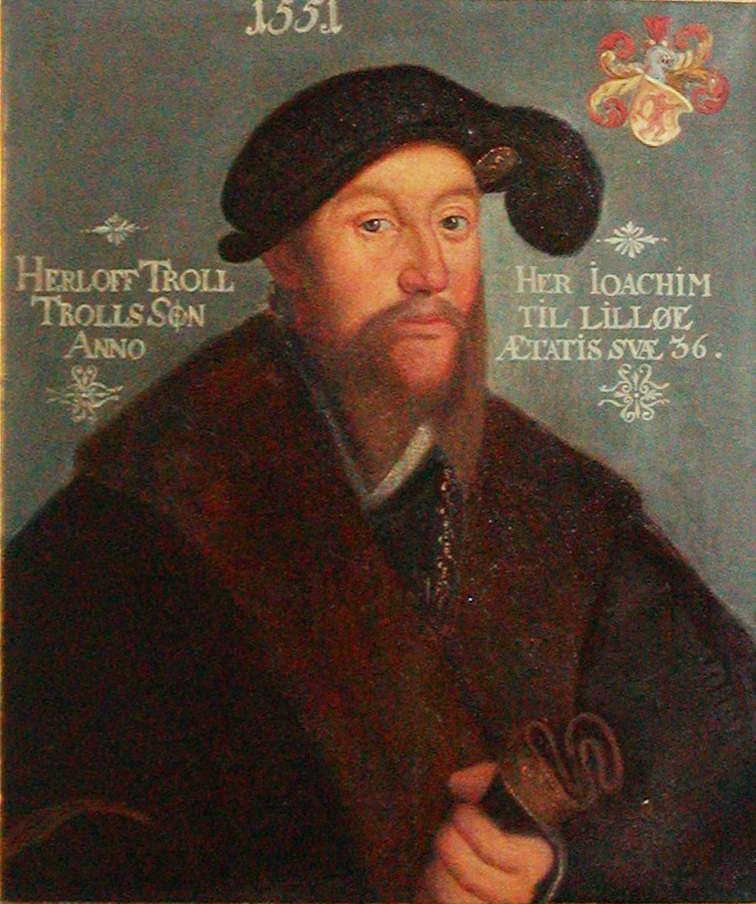
Herluf Trolle el 1551

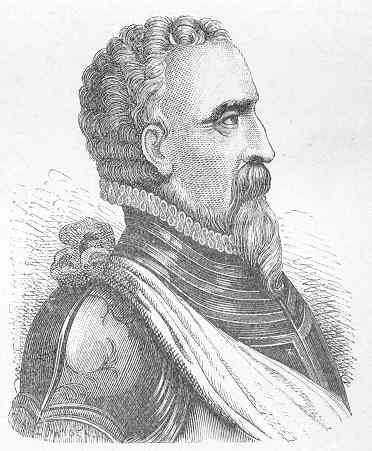
Daniel Rantzau

El 30 maig de 1564 va esclatar una batalla entre la marina sueca i la marina de Dinamarca-Lübeck entre Gotland i Öland. La marina sueca estava sota el comandament de Jakob Bagge, i la marina de Dinamarca-Lübeck estava comandada per Herluf Trolle. Bagge va ser capturat i el vaixell de guerra més gran del Bàltic, el Mars (també conegut com a Makalös) es va enfonsar. La marina sueca es va retirar a Estocolm i abandonava un bloqueig marítim en vigor. Klas Kristersson (Horn) va esdevenir el nou comandant i es va trobar amb la flota danesa a l'illa Jungfrun, nord d'Öland el 14 d'agost. Un combat no concloent va deixar el bloqueig marítim en vigor.
Horn va atacar les províncies de Halland i Skåne el 1565, i va fer diversos intents a Bohusln i Uddevalla. Els danesos cremaren la vella Lödöse a la província de Västergötland. Contra l'exèrcit danès, Eric va conduir l'exèrcit per si mateix al principi, però després altre cop va lliurar el comandament a una altra persona, aquesta vegada Nils Boije, que el 28 d'agost de 1564 prengué Varberg. L'exèrcit danès de Daniel Rantzau va derrotar l'exèrcit suec a la batalla d'Axtorna el 20 d'octubre.
A la mar, als suecs els va anar millor. Horn, al comandament de la marina suec, a va perseguir una flota de Dinamarca-Lübeck a la costa alemanya on la major part d'ella va ser destruïda. Després d'aquesta victòria Horn es va dirigir per l'Öresund i va imposar un peatge als vaixells que passaven. El 4 de juny de 1565, va tenir lloc la batalla de Buchow a la costa de Mecklenburg, en la qual el comandant de Dinamarca-Lübeck Herluf Trolle fou mortalment ferit. A la batalla naval de Bornholm, la marina sueca, a les ordres de Klas Horn, va derrotar una armada danesa i de Lübeck, comandada per Otto Rud, prop de Bornholm, on Suècia va capturar el vaixell insígnia danès Jegermesther. Això va assegurar el control del Bàltic oriental als suecs aquell any.
Al gener 1566, sense èxit, Suècia va posar setge a la fortalesa de Bohus de Bohuslän. Daniel Rantzau després va moure les seves forces a Västergötland. Al mar Klas Horn va tornar a prendre els aranzels al Bàltic. Es va produir una batalla no decisiva al mar, fora d'Öland, el 26 de juliol de 1566. El 28 de juliol la meitat de l'armada danesa i de Lübeck es va perdre en una tempesta al mar. Llavors Klas Horn va ser cridat a comandar les tropes en terra, on va morir el 9 de setembre.

#### Nord
Suècia va ocupar la indefensa província noruega de Jemtland, que va ser reconquerida ràpidament per un contraatac de les forces sota el comandament del governador noruec de Trøndelag. Les forces no estaven disposades a llançar un contraatac en terra sueca. En 1564 els suecs van marxar sota les ordres de Claude Collart i reocuparen Jemtland, així com Herjedalen i Trøndelag, incloent la ciutat de Trondheim. Inicialment foren benvinguts a Trøndelag, atès que el passat maltractament dels nadius de Trøndelag, entre altres coses, combinat amb la pressió fiscal, havia establert les bases de la resistència després de la invasió sueca. De la mateixa manera, Trøndelag va rebre l'ajut del governador de Bergenhus, Erik Rosenkrantz, que va obligar 3.500 pagesos locals a ajudar-lo a ell i als seus 50 soldats professionals. La raó era que els suecs veien Bergenhus com el seu pròxim objectiu. Encara que els 400 soldats suecs van ser repel·lits de Trøndelag, Suècia va seguir ocupant Jämtland. Aquestes províncies foren posteriorment recuperades per Dinamarca-Noruega després del procés de pau el 1570.
Suècia també va llançar atacs cap a les Valls de l'Est. Al sud-est de Suècia capturà la Fortalesa de Bohus, però la va perdre en 1566. Una altra part de l'exèrcit va marxar per la vall d'Østerdalen el 1567, capturà Hamar i va continuar cap a Oslo, arribant fins al fiord de Skien. A Oslo, però, els ciutadans van incendiar la ciutat abans que els invasors poguessin apoderar-se'n. Des del sud-est, llavors, es van enviar més forces sueques per ajudar en la captura de la Fortalesa d'Akershus, prop d'Oslo. Aquestes forces van incendiar Kungahälla i Sarpsborg en el seu camí. Van ser repel·lides des d'Oslo per les forces locals juntament amb els homes que pertanyien a Erik Rosenkrantz i el rei de Dinamarca i Noruega. Els suecs es van retirar en direcció nord-est, incendiant Hamar en el seu camí, i destruint la Catedral de Hamar i el palau fortificat del bisbe de Hamar.

### Darrera fase
L'exèrcit mercenari danès era superior a l'exèrcit camperol suec en tots menys en un aspecte; l'exèrcit professional no lluitaria fins que estigués al corrent de la seva paga. Com que només una fracció de l'exèrcit marxaria, Dinamarca va haver d'abandonar el pla de prendre la fortalesa de Kalmar i conformar-se amb un atac a Estocolm al seu lloc. L'agost, Eric va atacar Blekinge i el seu exèrcit la va ocupar cruelment.
L'any 1567 va començar amb un incident a Noruega, on Hamar va ser presa i la Fortalesa d'Akershus assetjada en va. A la primavera va esclatar la malaltia mental d'Erik, que va paralitzar la guerra sueca. Amb tot i això, els danesos estaven exhausts i no tractar de fer res greu fins a l'octubre, quan Rantzau va llançar al voltant de 8500 homes sobre Småland i Östergötland, on va arribar al novembre, i on va cremar tot el que pogué aconseguir. Un intent de tallar-li la retirada sobre Hålaveden va fallar, i a mitjans de febrer 1568, va tornar a Halland. Durant aquest any Eric fou deposat, i la guerra es prengué un descans fins i tot des del costat danès.

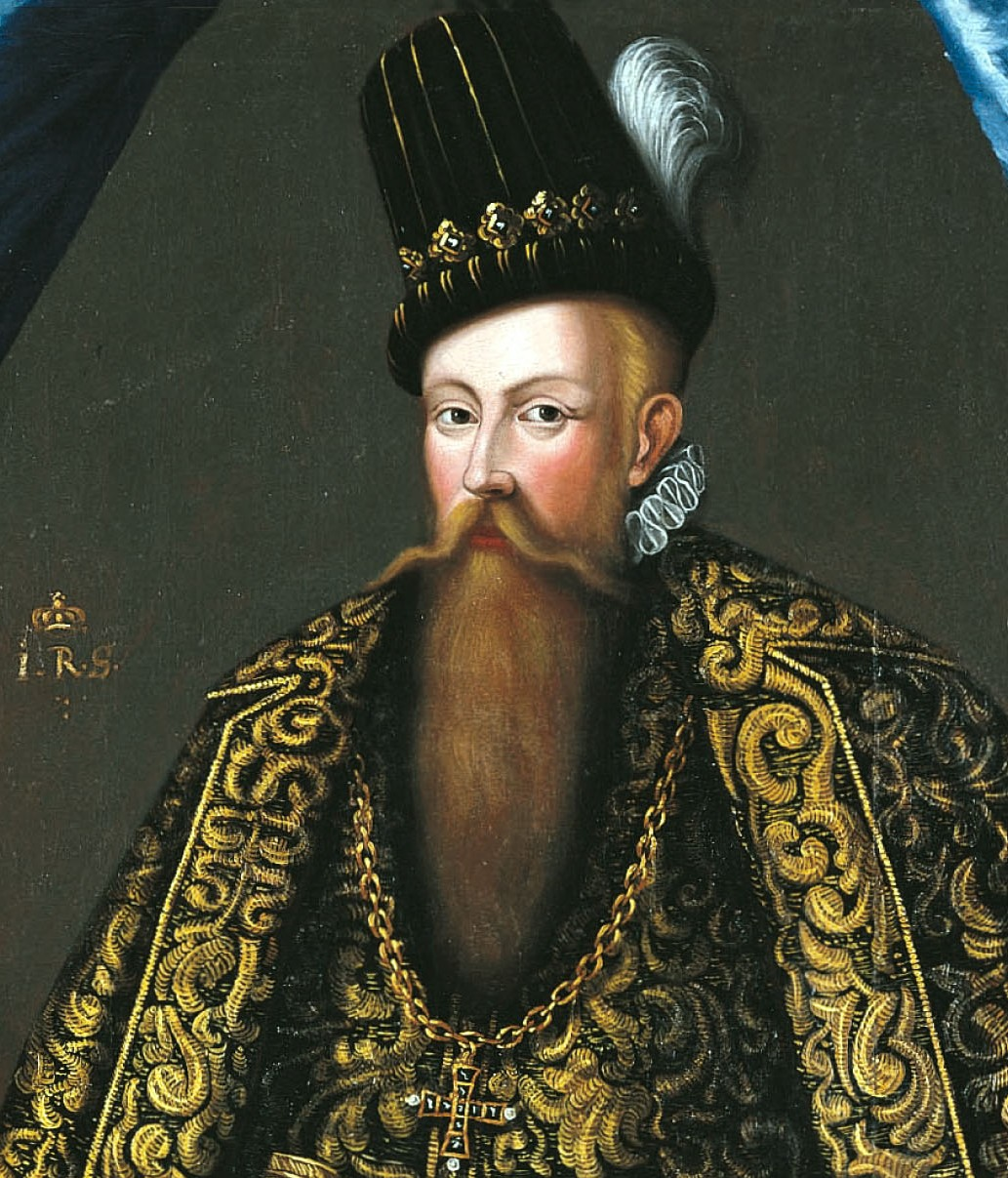
Joan III (1537-1592), rei de Suècia 1568-1592

No fan faltar intents, en els anys anteriors, per portar la pau entre les nacions contendents. Com a mediadors hi va haver, entre d'altres, la reina danesa vídua, els ducs de Pomerània, l'ambaixador de França a Dinamarca Charles Dançay i els emperadors Ferran I i Maximilià II. Aquests volien que Dinamarca i Suècia retornessin els territoris conquistats en Livonia, durant la Guerra de Livònia en curs, però Suècia es van negar a cedir a aquestes demandes. Així doncs, atès que tant Eric XIV com Frederic II mostraven poc interès per la pau, tots els intents havien fracassat. Quan la revolta va començar el 1568, però, el duc Joan que havia protagonitzat un reeixit cop d'Estat en contra del seu germà, el rei Eric, i s'havia entronitzat com a rei amb el nom de Joan III, negociava amb Dinamarca, la qual cosa, el 18 de novembre de 1568 va portar a un projecte d'acord de pau a Roskilde que, no obstant això, després fou rebutjat pels suecs. En 1569 van començar de nou els moviments de guerra. Els danesos van atacar Varberg, que també es van retirar el 13 de novembre. Aquesta pèrdua no es compensava per les depredacions dels suecs a Skåne.

## Les negociacions de pau i les conseqüències
L'esgotament mutu aviat obligà, però, a noves negociacions. Al setembre del 1570 es van endegar de nou. Llavors Maximilià II va reaparèixer com un mediador en les converses de pau a Stettin, que van acabar amb la signatura del Tractat de Stettin el 13 de desembre del 1570. El rei suec renunciava a les seves pretensions a Skåne, Halland, Blekinge i Gotland. Aquesta última se separava en termes eclesiàstics de la Diòcesi de Linköping i Jämtland de l'Arxidiòcesi d'Uppsala. El rei danès expressava la seva reivindicació envers Suècia i, per tant, la Unió de Kalmar fou expressament derogada. Els suecs rescataren Älvsborgsbron amb 150.000 riksdaler i van haver de tornar els vaixells de guerra capturats. Les controvèrsies relatives a la insígnia de les Tres Corones seguiren sense resoldre's i serien una font de futurs conflictes.
Pel que fa a Livònia, on la totalitat de les batalles de la Guerra de Livònia havien tingut lloc amb els polonesos, es van determinar que Suècia lliuraria les seves possessions contra reemborsament de les despeses al Sacre Imperi. Com que aquests fons no es va pagar, però, es va mantenir Livònia en mans sueques, el que probablement fou el que Joan III havia anticipat. Narva seria alliberada i Lübeck obtindria 75.000 corones sueques. D'una manera cruel la guerra comportà un augment de l'odi entre suecs i danesos i es modificà l'opinió de Noruega, fins llavors ambivalent, envers la por i resistència a Suècia. No obstant això, la guerra va ser seguida per un període de quaranta anys de pau. Les rutes d'invasió de Noruega també presagiaven els atacs a Noruega en el pròxim segle i definiren la política de defensa noruega.
L'aïllada posició de Suècia i el perill de l'amenaça provinent de Rússia va contribuir al fet que els suecs acceptessin condicions tan dures. Anys després de la pau amb Dinamarca Suècia mantindria una llarga guerra amb Polònia i Rússia pel control de Bàltic.
Potser la conseqüència més important d'aquesta guerra fou la creació d'un exèrcit suec permanent. Aquesta guerra, seguida d'una participació pràcticament contínua de Suècia durant el proper segle en altres guerres, va produir una capacitat militar que feu de Suècia, durant un cert període, la major potència militar al nord d'Europa.
La pau entre Suècia i Dinamarca va durar formalment fins a l'esclat de la Guerra de Kalmar el 1611.